# Морган Воллен
Морган Коул Воллен (англ. Morgan Cole Wallen; нар. 13 травня 1993) — американський співак і автор пісень у стилі кантрі. Він брав участь у шостому сезоні американського «Голосу», спочатку в команді Ашера, пізніше в команді Адама Левіна. Після вибуття з плей-офф в тому сезоні, він підписав контракт з Panacea Records та випустив свій дебютний мініальбом Stand Alone в 2015 році.
У 2016 році Воллен підписав контракт з Big Loud, випустивши свій дебютний альбом If I Know Me у 2018 році. Альбом включає сингли «Up Down» (за участю гурту Florida Georgia Line), «Whiskey Glasses» і «Chasin' You». If I Know Me посів перше місце в чарті Billboard Top Country Albums. Другий альбом Воллена, Dangerous: The Double Album, вийшов у січні 2021 року, а в лютому 2021 року став єдиним кантрі-альбомом за 64-річну історію Billboard 200, який перші сім тижнів займав перше місце. Він провів на цьому місці загалом десять тижнів, ставши першим альбомом, який зробив це після Whitney Whitney Houston у 1987 році. Альбом включав сингли Billboard № 1 «More Than My Hometown», «7 Summers» і «Wasted on You».
Його третій студійний альбом, One Thing at a Time (2023), станом на 9 травня очолював Billboard 200 протягом 9 тижнів поспіль, а всі його 36 треків увійшли до Billboard Hot 100. Це побило рекорд за кількістю пісень виконавця в чарті за один раз. «Last Night» посіла вершину чарту, ставши першим синглом Воллена, якому це вдалося.

## Раннє життя, сім'я та освіта
Морган Воллен народився 13 травня 1993 року в містечку Снідвілл, штату Теннессі, у родині Томмі та Леслі Воллен. Томмі деякий час був проповідником у місцевій церкві, поки Леслі працювала учителем. У підлітковому віці Моргана сім'я переїхала на південь — до Ноксвілла, де він закінчив середню школу Гіббса. Він був пітчером і шорт-стопом шкільної бейсбольної команди і планував продовжити навчання в коледжі, але на останньому році навчання порвав ліктьову колатеральну зв'зяку.
У дитинстві Воллен відвідував уроки фортепіано та скрипки. Він виріс на різноманітній музиці, батько відкрив йому класичний рок. У підлітковому віці він захоплювався Breaking Benjamin і Nickelback, а також реперами, такими як Lil Wayne.
Воллен схарактеризував свої ранні дорослі роки як безлад; він працював у ландшафтному дизайні після закінчення середньої школи і був засмучений нездатністю продовжити свою бейсбольну кар'єру. Він повернувся до свого захоплення музикою і почав навчатися грі на гітарі. Він полюбив кантрі-музику, особливо таких виконавців, як Кейт Уітлі та Ерік Черч, та побудував своє звучання на цих засадах.

## Кар'єра

### Початок кар'єри іThe Voice(2014—2017)
У 2014 році Воллен брав участь у шостому сезоні американської музичної конкурсної програми The Voice. Він пройшов прослуховування з піснею «Collide» Хоуї Дея. Судді Шакіра та Ашер похвалили його стиль, і Воллен приєднався до команди Ашера. Після другого етапу він перейшов до команди Адама Левіна, а пізніше вибув зі змагань на етапі плей-офф. Валлен був розчарований невдачею, але збільшив свої амбіції: «Деякі речі в житті не залежать від тебе. Але бути найкращим, наскільки ти можеш бути — залежить від тебе. Я не відчував, що був найкращим, наскільки міг бути. Тому я став практикуватися ще більше». Тим не менш, The Voice зіграв важливу роль у підвищенні авторитету Воллена, і він почав налагоджувати зв'язки в музичній індустрії.
Під час перебування в Каліфорнії для участі в програмі The Voice, Воллен почав працювати з Серхіо Санчезом з Atom Smash, вокальним тренером програми. Воллен переїхав до Нешвілла, щоб розвивати свою кар'єру, і разом з Санчесом створив тимчасову групу: Morgan Wallen & Them Shadows. Санчез представив Воллена Біллу Рею і Полу Трасту з Panacea Records. У 2015 році Воллен підписав контракт з Panacea Records, де до нього доєднався гітарист Домінік Фрост, і Уоллес випустив мініальбом Stand Alone 24 серпня 2015 року. «Spin You Around» стала дебютним синглом Воллена на Panacea Records; пізніше він був сертифікований золотом Recording Industry Association of America (RIAA) в 2021 році.
У 2015 році менеджер Воллена, Дірк Гемсат з Working Group Artist Management, надіслав демо Воллена Сету Енґленду з Big Loud Shirt, який запросив Воллена на прослуховування до своїх партнерів в Big Loud Records. Вони підписали контракт з Морганом на записи та авторські права та стали парувати його пісні з іншими виконавцями. У тому ж році він випустив свій дебютний сингл «The Way I Talk»; музичне відео на пісню вийшло в 2017 році. Воллен був співавтором пісень «Preachin to the Choir» гурту A Thousand Horses, «The Fall» Далласа Сміта і «You Make It Easy» Джейсона Алдіна разом з учасниками гурту Florida Georgia Line Тайлером Хаббардом, Браяном Келлі, а також Джорданом Шмідтом. Він приєднався до групи Florida Georgia Line у їхньому турі Dig Your Roots і співпрацював з ними при створенні синглу «Up Down», який став його першим треком, що досяг верхівки хіт-параду Billboard Hot Country Songs.

### Основний успіх (2018— донині)

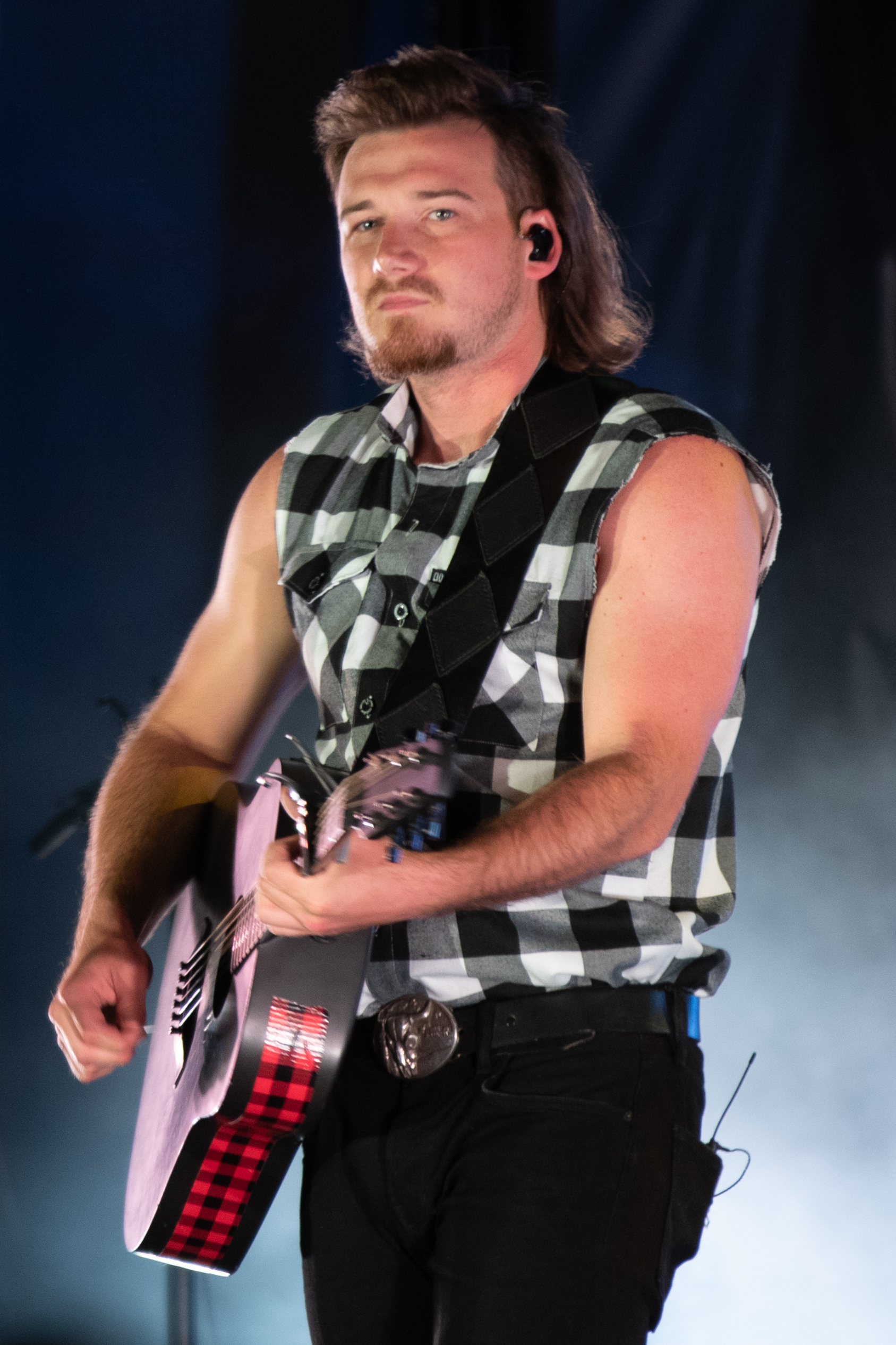
Воллен в 2019

На початку своєї кар'єри Воллен змінив стиль свого зовнішнього вигляду, прийнявши характерний маллет, який Келефа Санне, роблячи профільний огляд на успіх Воллена для The New Yorker, схарактеризував як «звичайну рок-зірку […] не просто співака, але й персонажа». Воллен вирішив зробити ретро зачіску після того, як побачив фото свого батька з такою зачіскою у молодому віці. Дебютний студійний альбом Воллена If I Know Me вийшов 27 квітня 2018 року, з третім синглом «Whiskey Glasses», що став найбільшим успіхом Моргана. Пісня досягла першого місця в чартах Hot Country Songs і Country Airplay, а також зайняла 17-те місце в загальному рейтингу Hot 100. Також пісня стала найкращою в Billboard Hot Country 2019 і Top Country Airplay. Келефа Санне описав «Whiskey Glasses» як фірмову пісню Воллена, яка також є «ідеально побудованою одою до жінки та напою, втраченої і знайденого відповідно». У 2019 році Воллен приєднався до Florida Georgia Line у їхньому турі Can't Say I Ain't Country. Його наступний сингл «Chasin' You», вийшов на радіо в липні 2019 року та досяг другого місця у чарті Hot Country Songs, а також став лідером річного рейтингу за 2020 рік, як його попередник. У серпні 2020 року If I Know Me став лідером Top Country Albums chart після рекордних 114 тижнів.
Популярність Воллена продовжувала зростати, як зростала і кількість прихильників на таких платформах, як TikTok, і він став мимовільним секс-символом. Воллен з'явився на обкладинці журналу Billboard, заголовок якого звучав як: «Чи є Морган Валлен наступною світовою зіркою кантрі?» На початку пандемії COVID-19, Воллен знайшов більше часу для написання та запису нового матеріалу, який став основою його другого альбому, подвійної платівки Dangerous: The Double Album (2021), який поєднує в собі кантрі та R&B/поп балади. Dangerous одразу став блокбастером: дебютував на вершині американського Billboard 200 і Canadians Albums Chart. ; він залишався на вершині канадського хіт-параду протягом чотирьох тижнів поспіль, а на вершині американського хіт-параду — шість тижнів поспіль, ставши першим новим альбомом кантрі-виконавця, якому вдалося зробити це після «The Chase» Гарта Брукса в 1992 році. Його сингли «More Than My Hometown», «7 Summers», «Sand in My Boots» та «Wasted on You» стали хітами, що побили рекорди. «7 Summers» принесла йому перше місце в топ-10 чарту Hot 100, дебютувавши та досягнувши позиції № 6, і була обрана журналом Time однією з кращих пісень року. Воллен став першим виконавцем, шість пісень якого одночасно увійшли в топ-10 чарту Hot Country Songs в тиждень після виходу альбому; також 23 треки Моргана Воллена були представлені в Canadian Hot 100, та 19 треків у Hot 100 в США.

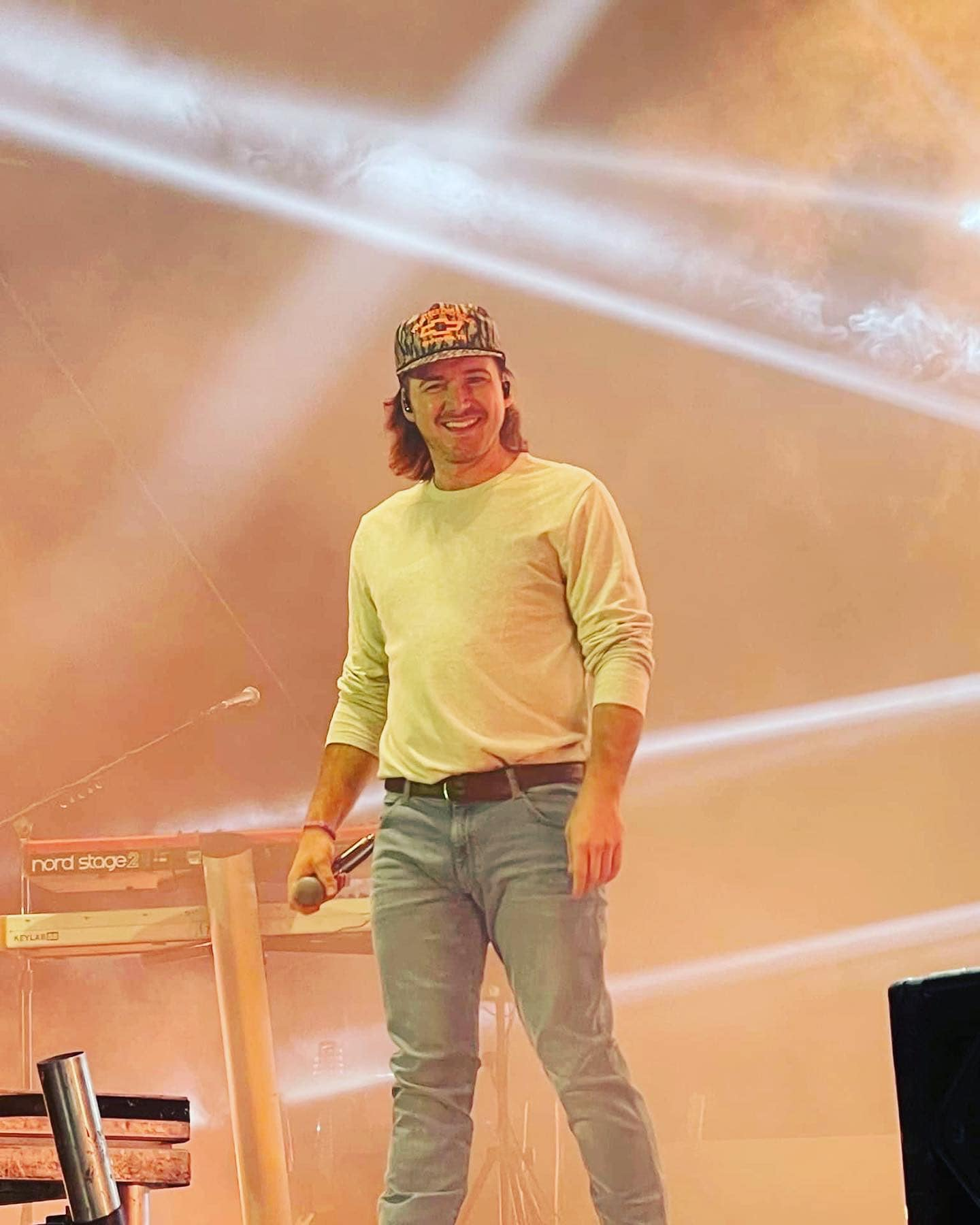
Воллен виступає в Мобілі в 2021

Попри те, що його публічний імідж постраждав через його скандали — особливо через використання расових образ, детально описаних нижче, — Воллен залишався дуже популярним.
Продажі альбому Dangerous різко зросли на більш ніж 100 % як у цифровому, так і фізичному форматі наступного тижня після скандалу. Він залишався на вершині чартів Billboard ще сім тижнів; If I Know Me навіть вперше увійшов до топ-10. Протягом наступних років Dangerous залишався неперевершеним; Бен Сісаріо, написавши в The New York Times, назвав пісню «надзвичайно стійким хітом». Альбом продовжує бити рекорди: це був найефективніший альбом 2021 року, а в 2022 році встановив рекорд за кількістю тижнів на перших десяти позиціях Billboard 200 серед альбомів одного артиста, перевершивши позначку, встановлену півстоліття тому. Dangerous був визнаний Альбомом року Академією кантрі-музики; Воллен також отримав нагороди Favorite Male Artist та Favorite Album на перших Country Now Awards.
Воллен продовжував випускати нову музику та залишався популярним артистом на концертних майданчиках. The Dangerous Tour, який проходив в аренах і амфітеатрах зібрав повний аншлаг. Його сингл «You Proof» став його другим хітом в Hot 100 та першим, що досяг п'ятірки найкращих; і «You Proof», і «Thought You Should Know» очолили кантрі чарти. Воллен також співпрацював з репером Lil Durk-ом над піснею «Broadway Girls», яка стала хітом топ-15 в Hot 100; він також виконав пісню наживо разом з Durk-ом на фестивалі MLK Freedom Fest в Нешвіллі. Воллен був співавтором синглу Тайлора Джо Міллера «Wild as Her», який вийшов у лютому 2022 року, а також синглу Кіта Урбана «Brown Eyes Baby», що вийшов у липні 2022 року. У грудні 2022 року Воллен випустив EP-семплер під назвою One Thing at a Time, в якому зібрав три пісні, над якими він працював до цього моменту: «One Thing at a Time», «Tennessee Fan» і «Days That End in Why». У 2023 році Воллен планує виступити на стадіонах зі своїм світовим туром One Night At A Time. Він випустив свій третій студійний альбом One Thing at a Time 3 березня 2023 року.
23 квітня 2023 року на стадіоні Vaught–Hemingway в Оксфорді (Міссісіпі), за кілька хвилин до того, як Воллен мав виступати, він оголосив, що не зможе виступити через втрату голосу. Фанатам було надано інструкції щодо повернення грошей у місцях, де вони придбали квитки.

## Особисте життя
У Воллена та його колишньої дівчини KT Smith є спільний син, який народився в липні 2020 року.

### Арешт за сп'яніння
У травні 2020 року Воллен був заарештований за публічне сп'яніння та порушення громадського порядку біля бару Кіда Рока у центрі Нешвілла. Він вибачився у соціальних мережах за свої дії.

### Використання расистського вислову
У лютому 2021 року, TMZ опублікували відео, зняте 31 січня, на якому було видно, як Валлен використовував расистський вислів «ніґґер» з друзями, коли вони заходили до його будинку в Нешвіллі. Він опублікував заяву, в якій попросив вибачення за використання расистського вислова. В результаті інциденту компанії Sirius XM Holdings, iHeartRadio, Entercom (зараз Audacy, Inc.), Cumulus і Townsquare Media тимчасово припинили трансляцію музики Воллена на своїх радіостанціях. Пісні Воллена та його промофотографії також були видалені з Apple Music, зі списків відтворення Pandora та Spotify, хоча через тиждень Spotify повернув музику Воллена у свої плейлисти. CMT і Country Music Association видалили появи Воллена зі своїх платформ, а звукозаписна компанія Big Loud (та партнер Republic Records) тимчасово призупинили з ним контракт на запис музики. 3 лютого 2021 року Academy of Country Music оголосила, що Воллен і його останній альбом Dangerous: The Double Album would будуть недопущені до 56-ї церемонії вручення нагород Академії кантрі музики Academy of Country Music Awards. 10 лютого 2021 року Воллен зняв відео з вибаченнями, в якому попросив своїх шанувальників не захищати його. Цього ж дня Джейсон Ісбелл, автор пісні Cover Me Up, оголосив, що пожертвує всі роялті з кавер-версії Воллена NAACP. Попри скандали та подальшу негативну реакцію, музика Воллена залишалася популярною, а продажі його альбому різко зросли після інциденту, зрештою ставши найпродаванішим альбомом 2021 року.
У квітні 2021 року, відповідно до зростання продажів альбому, Воллен пожертвував 300 000 доларів Black Music Action Coalition на ім'я 20 людей, які надали йому поради після інциденту. Цим людям було надано можливість перенаправити свої пожертви в розмірі 15 000 доларів на благодійну організацію за своїм вибором, або залишити гроші в рамках BMAC. 23 липня 2021 року Воллен публічно висловився про свої коментарі в передачі Good Morning America, де заявив, що «був поруч з друзями, і вони разом говорили дурниці», і сказав, що «був неправий», використовуючи расистський вислів. У серпні 2021 року після виходу синглу «Sand in My Boots» пісні Воллена повернулися на кантрі-радіо. Воллен був номінований на премію American Music Awards 2021 в номінаціях Favorite Male Country Artist та Favorite Country Album, але не був запрошений на церемонію, тому не мав можливості прийняти нагороди, якщо вони були б вручені, чого не сталося. У відповідь на те, що Воллен використав расові образи, у квітні 2021 року письменниця Холлі Г. заснувала Black Opry — веб-сайт і тур-програма, присвячена темношкірим виконавцям кантрі.

## Дискографія
- If I Know Me[en] (2018)
- Dangerous: The Double Album[en] (2021)
- One Thing at a Time[en] (2023)

## Тури
Головний виконавець
- The Dangerous Tour (2022)
- One Night at a Time World Tour (2023) (з Бейлі Зіммерманом[en], ERNEST-ом[en], Харді[en], а також Паркером МакКоллумом[en])

Виступ як запрошений гість
- What Makes You Country Tour (2018) (з Люком Браяном[en])
- Can't Say I Ain't Country Tour (2019) (з гуртом Florida Georgia Line[en])
- Beer Never Broke My Heart Tour (2019) (з Люком Комбсом[en])

## Нагороди та номінації
| Рік  | Премія                           | Номінація                         | Номіновано                  | Результат | Дж.    |
| ---- | -------------------------------- | --------------------------------- | --------------------------- | --------- | ------ |
| 2019 | CMT Music Awards                 | Проривне відео року               | «Whiskey Glasses»           | Номінація | [ 81 ] |
| 2019 | Country Music Association Awards | Новий артист року                 | Морган Воллен               | Номінація | [ 82 ] |
| 2020 | Academy of Country Music Awards  | Новий виконавець року             | Морган Воллен               | Номінація | [ 83 ] |
| 2020 | Country Music Association Awards | Новий артист року                 | Морган Воллен               | Перемога  |        |
| 2020 | iHeartRadio Music Awards         | Кантрі пісня року                 | «Whiskey Glasses»           | Номінація |        |
| 2020 | iHeartRadio Music Awards         | Кращий новий кантрі артист        | Морган Воллен               | Перемога  |        |
| 2020 | Billboard Music Awards           | Найкраща кантрі пісня             | «Whiskey Glasses»           | Номінація |        |
| 2020 | Billboard Music Awards           | Кращий кантрі альбом              | If I Know Me                | Номінація |        |
| 2020 | Country Music Association Awards | Чоловіче відео року               | «Chasin' You» (Dream Video) | Номінація |        |
| 2020 | American Music Awards            | Улюблений чоловічий кантрі артист | Морган Воллен               | Номінація |        |
| 2020 | American Music Awards            | Улюблений кантрі альбом           | If I Know Me                | Номінація |        |
| 2021 | Billboard Music Awards           | Найпопулярніший артист            | Морган Воллен               | Номінація | [ 84 ] |
| 2021 | Billboard Music Awards           | Найкращий кантрі артист           | Морган Воллен               | Перемога  | [ 84 ] |
| 2021 | Billboard Music Awards           | Найкращий кантрі артист чоловік   | Морган Воллен               | Перемога  | [ 84 ] |
| 2021 | Billboard Music Awards           | Кращий кантрі альбом              | Dangerous: The Double Album | Перемога  | [ 84 ] |
| 2021 | Billboard Music Awards           | Найкраща кантрі пісня             | «Chasin' You»               | Номінація | [ 84 ] |
| 2021 | Country Music Association Awards | Альбом року                       | Dangerous: The Double Album | Номінація | [ 85 ] |
| 2021 | American Music Awards            | Улюблений кантрі артист           | Морган Воллен               | Номінація | [ 86 ] |
| 2021 | American Music Awards            | Улюблений кантрі альбом           | Dangerous: The Double Album | Номінація | [ 86 ] |
| 2021 | Country Now Awards               | Улюблений артист                  | Морган Воллен               | Перемога  | [ 50 ] |
| 2021 | Country Now Awards               | Улюблений альбом                  | Dangerous: The Double Album | Перемога  | [ 50 ] |
| 2022 | Academy of Country Music Awards  | Альбом року                       | Dangerous: The Double Album | Перемога  | [ 87 ] |
| 2022 | Country Music Association Awards | Артист року                       | Морган Воллен               | Номінація |        |
| 2022 | Country Music Association Awards | Вокаліст року                     | Морган Воллен               | Номінація |        |
| 2022 | American Music Awards            | Улюблений кантрі виконавець       | Морган Воллен               | Перемога  |        |
| 2022 | American Music Awards            | Улюблена кантрі пісня             | «Wasted on You»             | Перемога  |        |